# هنری ام. جودا
هنری ام. جودا (انگلیسی: Henry M. Judah; ۱۲ ژوئن ۱۸۲۱ – ۱۴ فوریهٔ ۱۸۶۶) فرد نظامی اهل ایالات متحده آمریکا بود.